# Talland
Talland är en by i civil parish Polperro, i distriktet Cornwall, i grevskapet Cornwall i England. Byn är belägen 13 km från Liskeard. Talland var en civil parish fram till 1934 när blev den en del av Lansallos och Looe. Civil parish hade 765 invånare år 1931.